# (22152) Robbennett
(22152) Robbennett (2000 WG57) – planetoida z pasa głównego asteroid okrążająca Słońce w ciągu 3,71 lat w średniej odległości 2,4 j.a. Odkryta 21 listopada 2000 roku.